# أندرو هندرسون (لاعب دوري الرغبي)
أندرو هندرسون (بالإنجليزية: Andrew Henderson)‏ هو لاعب دوري الرغبي أسترالي، ولد في 17 يونيو 1979 في توركاي في المملكة المتحدة.